# David Paul Briggs
Ne doit pas être confondu avec David Briggs (producteur).
Pour les articles homonymes, voir Briggs.
David Paul Briggs,  né le 16 mars 1943 à Killen (Alabama) et mort le 22 avril 2025 à Nashville, est un producteur de musique et musicien (piano et claviers) américain.
Il travaille en particulier avec Elvis Presley à partir de 1966, mais aussi avec Joan Baez, Nancy Sinatra, Tony Joe White, The Monkees, J.J. Cale, Kris Kristofferson, Alice Cooper, Shania Twain, Eddy Mitchell et beaucoup d'autres[Qui ?].